# Aalmoezeniers van de Arbeid
De Aalmoezeniers van de Arbeid - les Aumôniers du Travail (Missionarii Opificum) (M.O.) is een katholieke congregatie die in 1894 te Seraing werd opgericht door Theofiel Reyn (1860-1941) voor vakonderwijs aan de jeugd en apostolaat onder de arbeiders. Het generalaat is gevestigd te Schaarbeek. Hun leuze is: Door Hem strekt arbeid tot eer.

## Historie
Theofiel Reyn was een Vlaamse pater, "missionaris van het Heilig Hart", die zich de wantoestanden van de arbeiders in de negentiende eeuw aantrok. Geïnspireerd door de Encycliek Rerum Novarum van 1891 besloot hij "binnenlands" missiewerk te doen bij de arbeidersklasse. Hij begon zijn sociaal werk in arbeiderswijken nabij Luik. In 1894 richtte hij in Seraing met enkele anderen in een verlaten fabriek een "Hôstellerie" op waar arbeiders een behoorlijk onderkomen, voedsel en ook "godsdienstige begeleiding" kregen. Deze arbeiders waren dikwijls Vlaamse kompels die ver van huis en gezin bij de fabriek woonden. Zijn werk werd erkend door het bisdom Luik (toen nog tweetalig Limburg + Luik). De officiële kerk, in de persoon van bisschop Mgr. Victor-Joseph Doutreloux, hoopte zo de arbeidersklasse, die grotendeels vervreemd was van de kerk, terug te winnen. Het initiatief kreeg navolging in onder meer Antwerpen, Charleroi. De hôstelleries werden ook aangevuld met coöperatieven, informatiebureaus en vormingscentra. Ook het aantal leden van de congregatie steeg verder. Men richtte zich meer en meer op de vorming van jonge arbeiders. Zo werden de "vakscholen" opgericht om jonge arbeiders te vormen. De bedoeling was om jongeren niet alleen betere scholing te geven op professioneel gebied, maar ook een zekere "humane" en godsdienstige vorming mee te geven. Deze scholen hadden ook een internaat waar de geest van de "hôstelleries" verder leefde. Achtereenvolgens werden de scholen opgericht in Seraing (1894), Antwerpen (1899) (het "Technicum" had daar jarenlang een behoorlijke reputatie), Virton (1899), Sint-Truiden (1912), Schaarbeek (1916) (met een Franstalige en Nederlandstalige afdeling), Zelem ( ambachtschool in het St Jansbergklooster 1920 en pijnlijk gesloten in 1927), Merksem (1924), Boussu (1919) en Aarlen (1949). Deze scholen bestaan nog steeds als TSO of BSO scholen. Later werden ook nog stichtingen gedaan in de Democratische Republiek Congo en Brazilië (Minas Gerais). In 1957 werd te Meldert bij Hoegaarden (provincie Brabant) een college (internaat) opgericht met lagere en hogere humaniora, onder de naam Sint-Janscollege, met o.a. studenten als Johan Bonny (de huidige bisschop van Antwerpen), Piet Chielens en Paul D'Hoore. Hier werden in de beginjaren ook een aantal jongeren voorbereid om toe te treden tot de congregatie van de Aalmoezeniers.

## Achtergrond
Als devies kozen de Aalmoezeniers Justitia et Caritate (gerechtigheid en liefdadigheid). De rode draad door hun werk was de klassenstrijd vermijden door het verhogen van het zelfrespect van de arbeidersklasse (door betere scholing en vorming) en daardoor ook respect af te dwingen van de andere klassen. Behalve in onderwijsactiviteiten engageerden zij zich dikwijls in sociaal werk of jeugdwerk. Op vele plaatsen werd (en wordt) samengewerkt met de KAJ-beweging van Jozef Cardijn. De relatie met de officiële kerk was niet altijd even rimpelloos, vanwege de soms te "linkse" standpunten van de Aalmoezeniers. In de woelige studentenjaren rond 1968 en de Vlaamse strijd hielden zij zich opvallend "neutraal". De tweetaligheid van de congregatie heeft nauwelijks tot interne spanningen geleid. Begin 21e eeuw is het aantal intredingen in België zo goed als stilgevallen en het aantal leden sterk gedaald. De inspiratie van de Aalmoezeniers blijft evenwel voortleven, voornamelijk in onderwijsmiddens die zich om de (nieuwe) kansarmen bekommeren, zoals asielzoekers. Het is dan ook geen toeval dat hun scholen vaak een OKAN-klas inrichten.

## Congo
In 1947 openden de Aalmoezeniers van de Arbeid een mijnschool in Katanga. Verder beheert de congregatie in Congo een landbouwschool en het Institut facultaire Théophile Reyn. In 1993 werd een Congolees noviciaat geopend met anno 2020 14 jongeren in opleiding. In 2020 waren 25 paters actief in Congolese parochies en drie actief binnen het bisdom Doornik.